# هوزليرز (مدونة)
هوزليرز هي مدونة ساخرة مقرها شيكاغو .  تم ذكر عدد من قصصهم الساخرة من قبل العديد من المؤسسات الصحفية مثل يو إس إيه توداي  و بزفيد . 
وفقًا لـ كوم سكور ، يجذب الموقع حوالي 387000 زائر فريد شهريًا. 

## مقالات بارزة

### "" جيك ، من ستيت فارم - قُتل بسبب الخيانة؟ "
في 26 أكتوبر 2015 ، نشر الموقع مقالًا ساخرًا يدعي فيه أن جيك من إعلانات ستيت فارم التجارية قد قام بخيانة زوجته ؛ في مقال تم العثور على "جيك فروم ستيت فارم" ميتًا في غرفة نومه في شقته ليلة السبت. وفقا للسلطات ، قتل جيك على يد زوجته بعد أن وجدته في الفراش مع امرأة أخرى.  ونشر انكويستر لاحقًا مقالًا بعنوان "قتل جيك من ستيت فارم على يد زوجته بعد أن تم القبض عليه وهو يخون". 

### "القبض على رجل بعد بيعه أكثر من مليون دولار لعملات تشكي تشيز على شكل عملات بيتكوين"
في ديسمبر 2017 ، نشر الموقع مقالًا يدعي أن رجلاً قد حذف شعار تشكي تشيز ورسم شعار بيتكوين قبل بيع العملات في الشارع. كانت عقوبة هذه الجريمة الخيالية هي السجن لمدة خمس سنوات.  تم نشر المقال على نطاق واسع على وسائل التواصل الاجتماعي.

### "تم طرد الموظف لوضعه شريط كاسيت منوعات في وجبات الطعام السعيدة"
في 15 يوليو 2015 ، نشر الموقع مقالًا ساخرًا يدعي أنه تم فصل أحد موظفي ماكدونالدز بسبب وضع شريط كاسيت منوعات داخل وجبات الأطفال.  تمت مشاركة المقال أكثر من مليون مرة وتم فضحه على أنه خبر كاذب من قبل كومبلكس . 

### "القبض على رجل بعد قام بعمل دائرة اصبع للضابط عند سؤاله عن رخصته وتسجيله"
في 1 كانون الثاني / يناير 2018 ، نشر الموقع مقالاً إخباريًا مزاحًا يبدو أنه تم إلقاء القبض على رجل في شيكاغو بعد محاولته إقناع ضابط شرطة بلعب "لعبة الدائرة" أثناء توقف مرور.  سرعان ما تم فضح المقال من قبل سنوبس.كوم .

### "وجدت إدارة الغذاء والدواء الأمريكية الآلاف من أنواع البيرة الخفيفة المزودة بالكوكايين على الصعيد الوطني"
في 8 سبتمبر 2014 ، نشر الموقع مقالًا ساخرًا يزعم أن إدارة الغذاء والدواء قد اكتشفت "الآلاف" من بيرة كورس لايت الملوثة في جميع أنحاء البلاد. كشفت مجلة يو إس نيوز آند وورلد ريبورت (US News & World Report) زيف المقال بعد أن انتشر على نطاق واسع.  قال بيتر كاسيل المتحدث باسم إدارة الغذاء والدواء: "هذه القصة ليست صحيحة."  لا تزال المزاعم تُنشر عبر وسائل التواصل الاجتماعي حتى يومنا هذا.

## أنظر أيضا
- قائمة المجلات الساخرة
- قائمة المواقع الإخبارية الساخرة

## روابط خارجية
- الموقع الرسمي